# Campiglossa cassara
Campiglossa cassara este o specie de muște din genul Campiglossa, familia Tephritidae. A fost descrisă pentru prima dată de Walker în anul 1849.
Este endemică în Peru. Conform Catalogue of Life specia Campiglossa cassara nu are subspecii cunoscute.